# 神戶市外國語大學
神戶市外國語大學是一所位於日本兵庫縣的公立大學，常簡稱為神戶市外大、神戶外大或神外大。該校的前身是1946年設立的神戶市立外事專門學校，屬於舊制專門學校當中的外國語學校，1949年伴隨學制改革升格成為大學。

## 沿革
- 1946年 設立神戶市立外事專門學校。
- 1949年 升格神戶市外國語大學（設有英美、俄羅斯、中國三學科）。
- 1950年 開設短期大學部。
- 1951年 神戶市立外事專門學校廢止。
- 1953年 學部設置第二英美學科。
- 1955年 短期大學部廢止。
- 1962年 學部設置西班牙學科。
- 1967年 大學院設置外國語學科碩士課程。
- 1986年 轉移至神戶研究學園都市。
- 1987年 學部設置國際關係學科。
- 1996年 大學院設置外國與學科博士課程。
- 2007年 移交公立大學法人。

## 教育及研究

### 學部
- 外國語學部（日間）
  - 英美學科
  - 俄羅斯學科
  - 中國學科
  - 西班牙學科
  - 國際關係學科
- 外國語學部第二部（夜間）
  - 第二部英美學科

### 課程制度
- 外國語學部（日間）- 英美・俄羅斯・中國・西班牙學科
  - 語學文學課程
  - 法經商課程
  - 綜合文化課程
  - 國際交流課程
- 外國語學部（日間）- 國際關係學科
  - 國際交流課程
- 外國語學部第二部（夜間）
  - 英語學・英語研究課程
  - 法經商課程
  - 英語圈文化文學課程

### 大學院
- 外國語學研究科
  - 碩士課程
    - 英語學專攻
    - 俄語學專攻
    - 中國語學專攻
    - 西班牙語學專攻
    - 國際關係學專攻
    - 日本亞洲語言文化專攻
    - 英語教育學專攻

  - 博士課程
    - 文化交流專攻

## 附屬機關
- 外國學研究所
- 學術資訊中心

## 交通
神戶市營地下鐵學園都市車站徒步約兩分鐘。

## 外部連結
（日語）神戶市外國語大學 （页面存档备份，存于）